# 蒙克副項鱨
蒙克副項鱨，為輻鰭魚綱鯰形目脂鱨科的其中一種，為熱帶淡水魚，分布於非洲貝南Ouémé至喀麥隆Sanaga及Dja河流域，體長可達24.5公分，棲息在底層水域，屬夜行性，以昆蟲幼蟲、甲殼類等為食，生活習性不明。

## 扩展阅读
維基物種上的相關：蒙克副項鱨